# Kalijurang
Kalijurang is een bestuurslaag in het regentschap Brebes van de provincie Midden-Java, Indonesië. Kalijurang telt 8183 inwoners (volkstelling 2010).